# Hřídelová matice KM

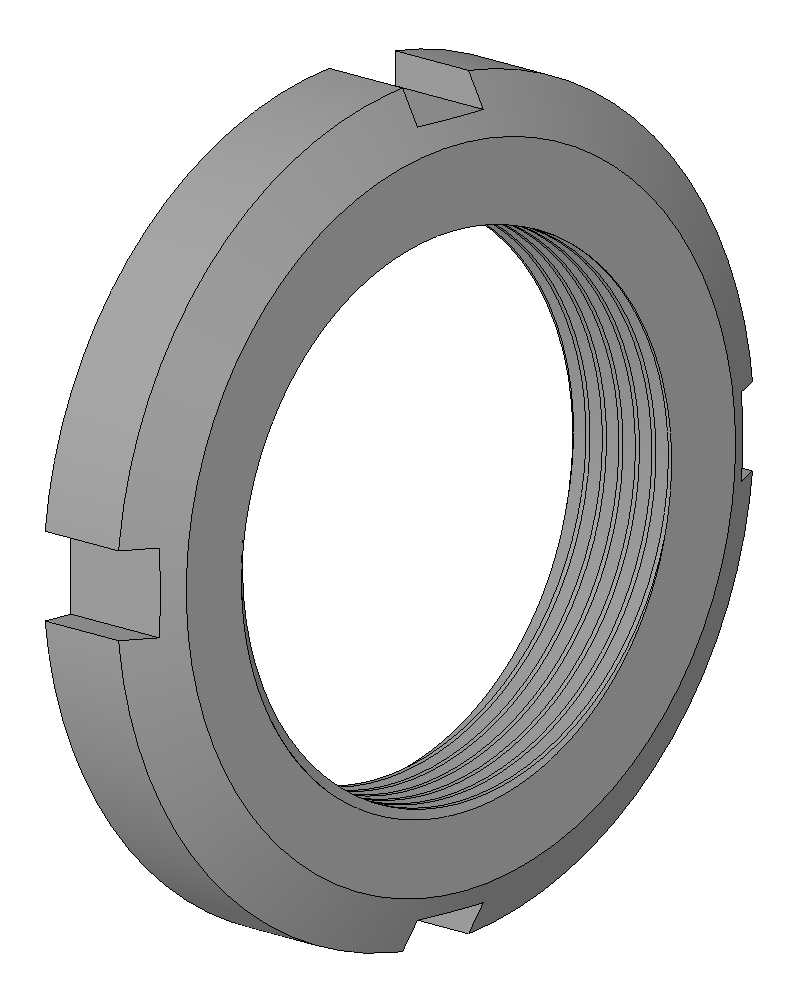
Matice KM (3D-zobrazení)

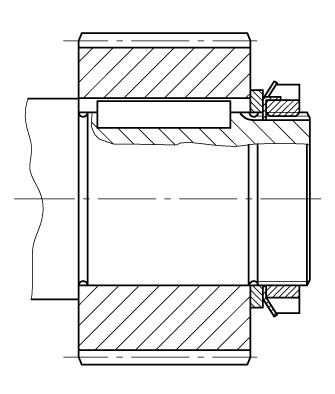
Spojení náboje s hřídelem pomocí pera, hřídelové matice KM a podložky MB

Hřídelová matice KM nejčastěji slouží k axiálnímu zajištění náboje na hřídeli, axiálnímu zajištění ložiska na hřídeli nebo k vytvoření předpětí v kuželíkových ložiscích

## Montáž
Hřídelová matice KM se šroubuje přímo na hřídel, na které musí být pro tento účel vyroben závit. Matice KM se po zašroubování přímo opírá o náboj a vytváří na něj tlak. Účelem tohoto tlaku není vytvořit silové spojení nebo předpětí, ale zajistit náboj proti axiálnímu posuvu. Výjimkou je pouze použití matice KM k vytvoření předpětí v kuželíkových ložiscích.

K zajištění matice v zašroubované poloze slouží pojistná podložka MB.

## Normy
ČSN 02 3630:

DIN 981